# دیتو (ترانه)
«دیتو» (انگلیسی: Ditto) ترانه‌ای از گروه دخترانه اهل کره جنوبی، نیوجینز است که در ۱۹ دسامبر ۲۰۲۲ توسط ادور، زیر مجموعهٔ هایب کورپوریشن منتشر شد. مین‌جی عضو گروه نیز در ترانه‌سرایی آن نقش داشته است. متن ترانه در مورد یادآوری یک عشق افلاطونی است.

## جدول‌های موسیقی
| جدول (۲۰۲۲–۲۰۲۳)                                   | بالاترین جایگاه |
| -------------------------------------------------- | --------------- |
| آرژانتین (آرژانتین هات ۱۰۰)                        | ۴۳              |
| استرالیا (ای‌آرآی‌ای)                                | ۵۴              |
| کانادا (کانادا هات ۱۰۰)                            | ۴۳              |
| گلوبال ۲۰۰ (بیلبورد)                               | ۸               |
| هنگ کنگ (بیلبورد)                                  | ۳               |
| اندونزی (بیلبورد)                                  | ۱               |
| ژاپن (ژاپن هات ۱۰۰)                                | ۹               |
| تک‌آهنگ‌های ترکیبی ژاپن (اوریکون)                    | ۱۳              |
| مالزی (بیلبورد)                                    | ۲               |
| هلند (گلوبال ۴۰)                                   | ۳۱              |
| تک‌آهنگ‌های داغ نیوزیلند (آرام‌ان‌زی)                  | ۱۱              |
| فیلیپین (بیلبورد)                                  | ۲               |
| پرتغال (ای‌اف‌پی)                                    | ۱۵۳             |
| سنگاپور (آرآی‌ای‌اس)                                 | ۱               |
| کره جنوبی (بیلبورد)                                | ۱               |
| کره جنوبی (گائون)                                  | ۱               |
| تایوان (بیلبورد)                                   | ۱               |
| تک‌آهنگ‌های بریتانیا (اوسی‌سی)                        | ۹۵              |
| مستقل بریتانیا (اوسی‌سی)                            | ۳۰              |
| بیلبورد هات ۱۰۰ ایالات متحده                       | ۸۲              |
| فروش جهانی ترانه‌های دیجیتال ایالات متحده (بیلبورد) | ۴               |
| ویتنام (ویتنام هات ۱۰۰)                            | ۱               |

| جدول (۲۰۲۳)       | بالاترین جایگاه |
| ----------------- | --------------- |
| کره جنوبی (گائون) | ۱               |

| جدول (۲۰۲۳)          | جایگاه |
| -------------------- | ------ |
| گلوبال ۲۰۰ (بیلبورد) | ۵۲     |
| ژاپن (ژاپن هات ۱۰۰)  | ۲۶     |
| کره جنوبی (گائون)    | ۱      |

## گواهی‌نامه‌ها
| منطقه                                  | گواهی       | واحد گواهی‌شده/فروش |
| -------------------------------------- | ----------- | ------------------ |
| ژاپن (آرآی‌ای‌جی)                        | ۲× Platinum | ۲۰۰٬۰۰۰٬۰۰۰        |
| کره جنوبی (گائون)                      | Platinum    | ۱۰۰٬۰۰۰٬۰۰۰        |
| رقم فقط پخش جاری تنها بر پایهٔ گواهی‌ها. |             |                    |

## تاریخچه انتشار
| منطقه | تاریخ          | فرمت                  | ناشر | منابع  |
| ----- | -------------- | --------------------- | ---- | ------ |
| مختلف | ۱۹ دسامبر ۲۰۲۲ | دانلود دیجیتال استریم | ادور | [ ۲۹ ] |